# Дьоготь

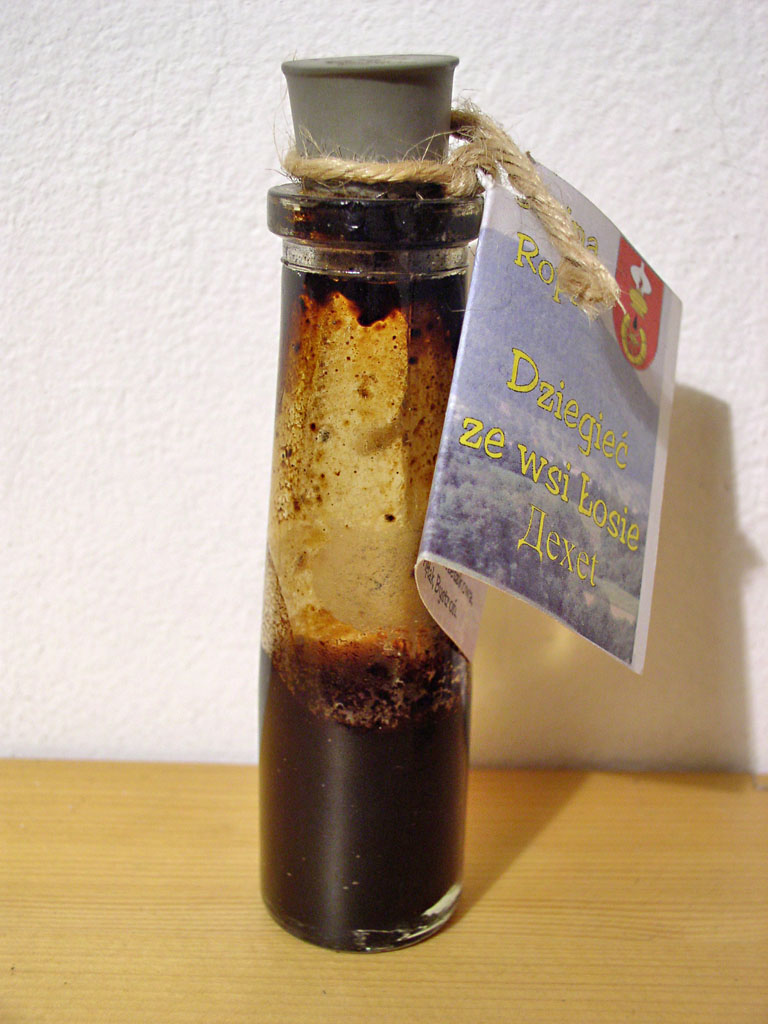
Дьоготь у пляшці

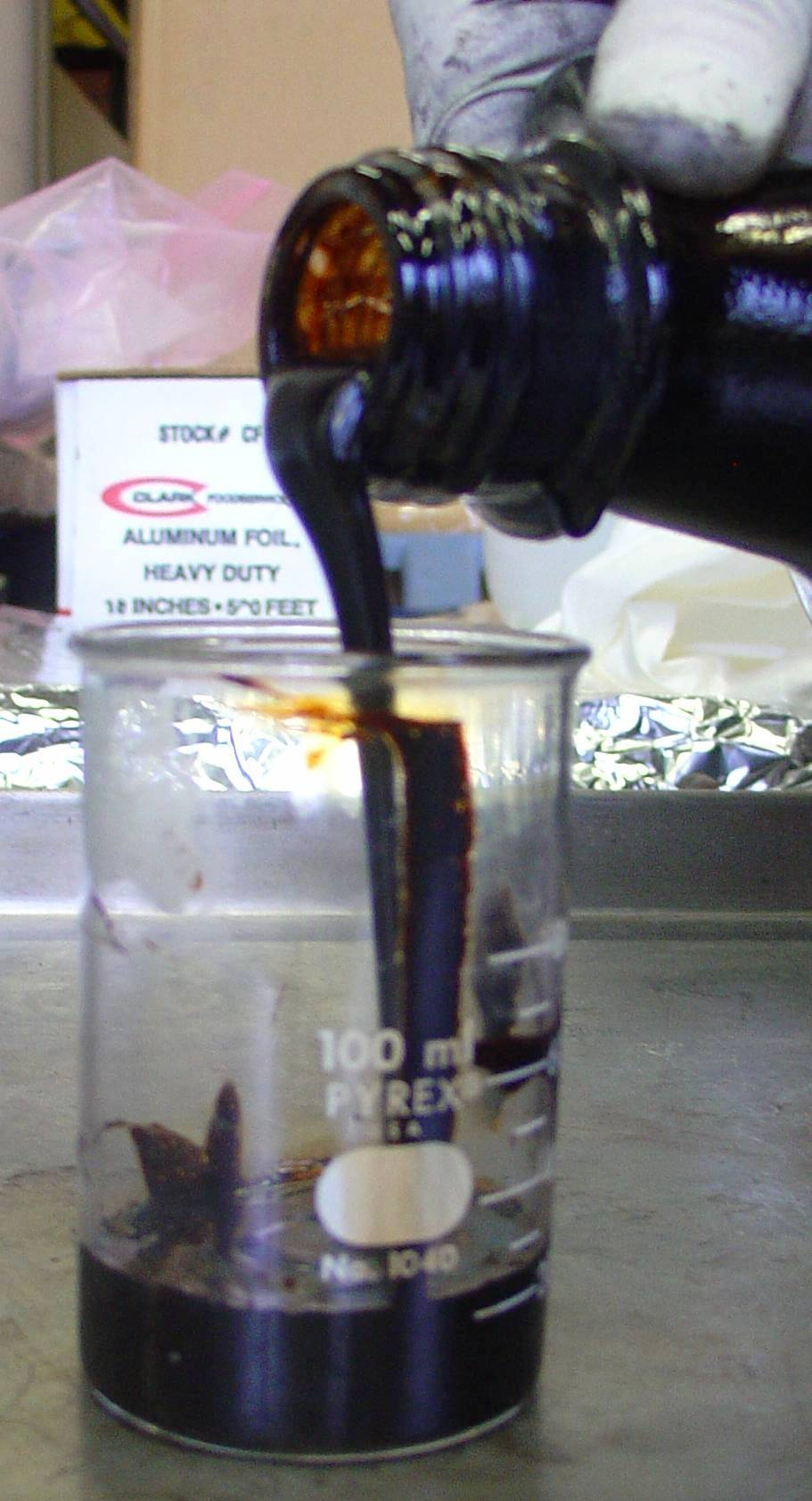
Дьоготь

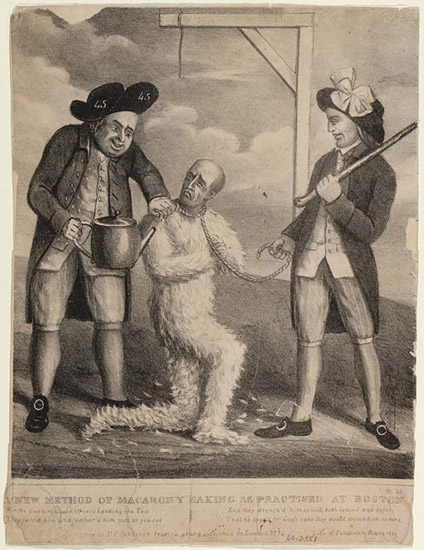
Обмазування дьогтем і пір'ям

Дьо́готь — продукт сухої перегонки деревини, торфу, бурого та кам'яного вугілля, сланців тощо. В'язка бура або чорна рідина; складна суміш органічних речовин. При сухій перегонці вугілля, торфу та ін. в умовах невисоких температур (500—600 °C) — напівкоксуванні — утворюється, так званий, первинний дьоготь. До його складу входять (залежно від сировини) парафін, фенол тощо. При коксуванні кам'яного вугілля утворюється кам'яновугільна смола. Дьоготь, утворюваний при термічній переробці деревини, називають деревною смолою.

## Етимологія
Українське дьоготь (заст. діготь) походить від прасл. *degъtь (на думку Л. А. Булаховського, безпосереднім джерелом форми дьоготь могло бути біл. дзёгаць). Походження праслов'янського слова остаточно не з'ясоване: за однією з версій, це давнє запозичення з литовської мови (лит. degùtis, degùtas, пов'язане з degù — «палю»); за іншою, слово має питомо слов'янське походження і, як і degùtas, сходить до пра-і.є. *dhegu̯h- («горіти»).

## Про використання дьогтю
Колись жодне господарство не обходилося без дьогтю: ним мастили шкіряне взуття, гужову збрую, аби була довговічною та м'якою, не розмокала на дощі й не тріскалася на сонці. Дьоготь застосовували і для інших господарських потреб.
Дьоготь широко використовували в народній медицині. Особливо помічним він був при виведенні глистів. У цьому жодні народні ліки не були такими дієвими, як дьоготь. Ним теж заліковували різні шкірні хвороби у тварин і людей, радили вживати при злоякісних пухлинах, виводили парші, коросту.
Дьоготь був також незамінним за часу війни. Ним змазували збрую, повози (він був однією з складових коломазі), лікували коней, почасти вояків. Не випадково Богдан Хмельницький видав спеціальні універсали з підтвердженням привілеїв тим, хто займався дігтярством. У жовтні 1656 року гетьман офіційно надав права козельчанам не сплачувати міські прибутки «на побудованє ратуша в місті Козелецьку зоставуєм при мещанах самих ратуш їх возовоє, помірноє, деготь, воскобуйню і поведерщину от меду і горілки». Отже, виробництво дьогтю стояло на рівні з такими важливими справами, як будівництво ратуші — адміністративної споруди, воскобоєнь тощо. Вже сам цей факт промовляє про неабияке значення «чорного продукту» в період козаччини.
Нині побутове значення та виробниче застосування дьогтю дуже звузилося. Проте у деяких галузях, особливо у фармакології, він дотепер украй необхідний — у приготуванні деяких лікарських компонентів поки що нема рівних йому замінників.